# Ируста, Хеована
Хеована Ируста Морехон (исп. Geovana Irusta Morejón; род. 26 сентября 1975, Сукре) — боливийская легкоатлетка, специалистка по спортивной ходьбе. Выступала на профессиональном уровне в 1994—2012 годах, победительница и призёрка ряда крупных международных стартов, многократная чемпионка Боливии, участница трёх летних Олимпийских игр.

## Биография
Хеована Ируста родилась 26 сентября 1975 года в городе Сукре департамента Чукисака, Боливия.
Впервые заявила о себе в лёгкой атлетике на международном уровне в сезоне 1994 года, когда вошла в состав боливийской сборной и выступила на юниорском мировом первенстве в Лиссабоне, где в зачёте ходьбы на 5000 метров закрыла двадцатку сильнейших.
Благодаря череде успешных выступлений в 1996 году удостоилась права защищать честь страны на летних Олимпийских играх в Атланте — в программе ходьбы на 10 км показала время 47:13, расположившись в итоговом протоколе соревнований на 33-й строке.
В 1997 году в дисциплине 10 км заняла 34-е место на Кубке мира по спортивной ходьбе в Подебрадах, участвовала в чемпионате мира в Афинах, но здесь была дисквалифицирована за нарушение техники ходьбы.
В 1999 году в ходьбе на 20 км показала 41-й результат на Кубке мира в Мезидон-Канон, 36-й результат на чемпионате мира в Севилье.
В 2000 году в дисциплине 10 000 метров превзошла всех соперниц на иберо-американском чемпионате в Рио-де-Жанейро. Принимала участие в Олимпийских играх в Сиднее — в зачёте 20 км с результатом 1:43:34 заняла 42-е место.
На чемпиоанте мира 2001 года в Эдмонтоне в ходьбе на 20 км пришла к финишу 16-й.
В 2002 году среди прочего показала 31-й результат на Кубке мира в Турине.
В 2003 году закрыла десятку сильнейших на Панамериканском кубке в Тихуане, финишировала четвёртой на Панамериканских играх в Санто-Доминго, заняла 18-е место на чемпионате мира в Париже.
В 2004 году одержала победу на чемпионате Южной Америки в Лос-Анджелесе, показала 45-й результат на Кубке мира в Наумбурге, тогда как на международном старте в Ла-Корунье установила свой личный рекорд на дистанции 20 км — 1:32:06. На Олимпийских играх в Афинах с результатом 1:38:36 заняла 41-е место. Являлась знаменосцем боливийской делегации на церемониях открытия и закрытия игр.
В 2005 году заняла 19-е место на чемпионате мира в Хельсинки, победила на Боливарианских играх в Армении.
В 2006 году была четвёртой на иберо-американском чемпионате в Понсе, одержала победу на чемпионате Южной Америки в Кочабамбе.
В 2007 году получила серебро на ALBA Games в Каракасе, была дисквалифицирована на Панамериканских играх в Рио-де-Жанейро, заняла 33-е место на чемпионате мира в Осаке.
В 2008 году показала 57-й результат на Кубке мира в Чебоксарах.
На чемпионате мира 2009 года в Берлине с результатом 1:39:16 заняла 29-е место, на домашних Боливарианских играх в Сукре завоевала серебряную награду.
В 2011 году была седьмой на чемпионате Южной Америки в Буэнос-Айресе, закрыла десятку сильнейших на Панамериканских играх в Гвадалахаре.
В 2012 году заняла 11-е место на южноамериканском чемпионате в Салинасе и по окончании сезона завершила спортивную карьеру.